# Ivan Alexejevič Blagověščenskij
Ivan Alexejevič Blagověščenskij (rusky Ива́н Алексе́евич Благове́щенский), (narozen 14. září 1893 ve městě Jurjevec, Ruské impérium – popraven 1. srpna 1946 v Moskvě, SSSR) byl ruský generál, vedoucí Dabendorfské školy ROA a generálmajor ROA odpovídající za politickou přípravu vojáků ROA.

## Mládí
Narodil se v rodině kněze. V roce 1914 ukončil Vilenskou pěchotní školu (rusky Виленское военное училище) a byl účastníkem bojů 1. světové války. V carské armádě dosáhl hodnosti nadporučíka (rusky Штабс-капитан). 

## Služba v Dělnicko-rolnické Rudé armádě
V ruské občanské válce vstoupil v roce 1918 do řad Rudé armády, ve které sloužil až do roku 1941. V roce 1921 vstoupil do VKS(b). Jeho kariéra v Sovětském námořnictvu:
- Od roku 1924 byl zástupcem náčelníka na Námořní škole M. V. Frunzeho. Od roku 1926 se stal náčelníkem kurzu.
- Od roku 1929 byl vedoucím oddělení v Námořní škole F. E. Dzeržinského. Od roku 1931 byl přednášejícím na této škole.
- Od roku 1932 byl náčelníkem štábu a přednášejícím na Námořní škole spojařů.
- V roce 1934 absolvoval Frunzeho vojenskou akademii.
- 2. prosince 1935 mu byla udělena vojenská hodnost major.
- Od roku 1936 byl náčelníkem štábu jihokavkazské opevněné základny Černomořské flotily.
- Od roku 1938 byl vedoucím kurzů pro vyšší vzdělávání velitelských kádrů Černomořské flotily.
- Od roku 1939 byl velitelem brigády a vedoucím oddělení bojové přípravy velitelství ponorkového loďstva. V této funkci obdržel Řád rudého praporu.
- Od roku 1940 byl vedoucím výcvikových kurzů pro velitele.
- Od dubna 1941 byl vedoucím školy protivzdušné obrany námořnictva[1] ve městě Liepāja.
- V květnu 1941 obdržel hodnost generálmajora pobřežní obrany.

Po napadení SSSR v roce 1941 se účastnil bojů proti německé armádě při obraně města Liepāja jako velitel obrany severovýchodního úseku. Při pokusu dostat se z obklíčení 27. června 1941 byla kolona, které velel, zničena Němci. Podařilo se mu uprchnout do blízkého lesa. Při pokusu dostat se zpět k sovětským silám byl 6. nebo 7. července 1941 asi 60 kilometrů od města Liepāja zajat příslušníky lotyšské polovojenské organizace Aizsargi (lotyšsky), kteří ho předali do rukou německých úřadů.

## Služba v ROA
Němci ho umístili do zajateckého tábora ve městě Šiauliai a od srpna 1941 do zajateckého tábora ve městě Hammelburg. Od začátku svého zajetí se snažil aktivně spolupracovat s Němci, a proto podepsal v říjnu 1941 výzvu německému velení s návrhem na vytvoření protisovětských bojových jednotek z válečných zajatců. Předal veškeré jemu známé informace o sovětských útvarech, o místě potopení ponorek v přístavu Liepāja a o rozložení nášlapných min.
V letech 1941 – 1942 působil jako člen předsednictva Výboru pro boj s bolševismem, který byl Němci rozpuštěn v dubnu 1942, a stal se členem Ruské lidové strany práce (rusky Русская трудовая народная партия), kde se také seznámil s Fjodorem Ivanovičem Truchinem. Aktivně se podílel na pátrání mezi sovětskými válečnými zajatci a na vydávání politických pracovníků, vyjadřujících protiněmecké nálady, a Židů německým úřadům. Při činnosti ve Výboru se mu podařilo naverbovat asi 3 000 sovětských zajatců do protisovětských útvarů a podílel se na jeho tiskové propagandě. V dubnu 1942 byl převezen do zajateckého tábora Wuhlheide na předměstí Berlína, kde byl posluchačem propagandistických kurzů.
V prosinci 1942 se stal redaktorem rusky psaných novin Úsvit (rusky Заря) vydávaných oddělením propagandy wehrmachtu pro sovětské válečné zajatce. První číslo tohoto časopisu bylo vydáno 1. ledna 1943. 4. února 1943 byl propuštěn a umístěn do tábora Dabendorf.

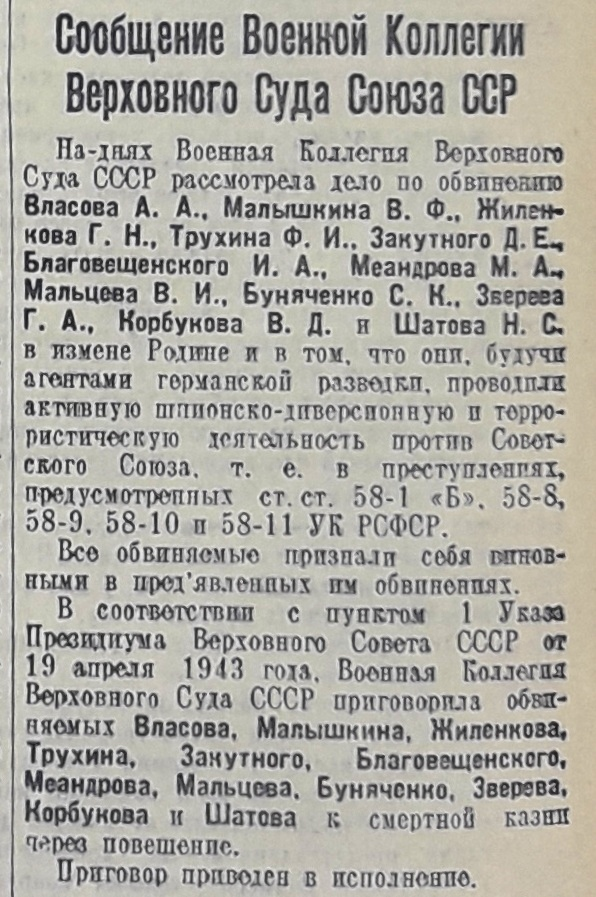
Zpráva o soudu v sovětském deníku Pravda ze dne 2. srpna 1946.

Od 28. února 1943 v Dabendorfské škole zastával funkci vedoucího vzdělávání. V této funkci organizoval výběr kadetů v zajateckých táborech z řad bývalých sovětských vojáků a řídil práci školy zaměřené na výcvik velitelského personálu budoucí Ruské osvobozenecké armády.
V prosinci 1943 byl jmenován hlavním instruktorem propagandistů Ruské osvobozenecké armády ve funkci vedoucího Inspektorátu pro sledování práce propagandistů, který byl pod přímým velením generála A. A. Vlasova. Podřízeni mu byli inspektoři z velitelských štábů ROA, kteří dojížděli do zajateckých táborů. Tam kontrolovali práci propagandistů, přinášeli zprávy o stavu politické práce v táborech, o politickém životě válečných zajatců a o jejich náladách. Byl také jmenován do hodnosti generálmajora ROA. V prosinci 1943 byl také vyznamenán Medailí pro východní národy.
Od listopadu 1944, po ustavení KONR, se stal vedoucím Hlavní správy pro propagandu KONR. 
Od února 1945 se nacházel v Mariánských lázních, kde odpovídal za chod propagandy KONR. 6. května 1945 byl vyslán jednat s velením americké armády o poskytnutí azylu členům KONR, ale byl americkou armádou zajat.

## Soud a poprava
Po válce se v americkém zajateckém táboře sám identifikoval zástupci sovětské armády. Následně byl předán 3. června 1945 do rukou sovětských úřadů. Svůj vstup do ROA zdůvodňoval před vyšetřovateli SMĚRŠ tím, že do ní vstoupil sice bez přímého pokynu sovětských úřadů, ale s cílem podkopávat KONR zevnitř. Sovětští vyšetřovatelé však pro toto tvrzení nenalezli žádné důkazy a on sám nemohl poskytnout žádná fakta o takové činnosti. Bylo proti němu vedeno trestní řízení před Vojenským kolegiem Nejvyššího soudu SSSR. Před tímto soudem stanul společně s dalšími představiteli KONR.
U soudu se přiznal ke své vině. Byl shledán vinným ve všech bodech obžaloby trestnými činy podle §58 sovětského trestního zákoníku, viz obrázek. Rozsudkem byl zbaven všech vojenských hodností, státních vyznamenání a odsouzen k trestu smrti. Poprava oběšením byla vykonána 1. srpna 1946 na dvoře Věznice Butyrka. Ostatky popravených byly zpopelněny a pohřbeny v bezejmenném příkopu Donského kláštera.